# Дегтярка (приток Сновы)
Дегтя́рка — река в Долгоруковском районе Липецкой области, левый приток Сновы.

## Описание
Исток имеет у деревни Сидоровка, устье восточнее деревни Исаевка.
Питание снеговое, дождевое, родниковое. В нижнем течении впадают несколько небольших ручьёв. В верхнем течении, у истока имеется небольшая запруда.

## Населённые пункты от истока к устью
- Сидоровка
- Дегтярка
- Сергиевка 2-я
- Тёпленькая 1-я